# Lista de personagens de Arthur
Esta é uma lista de personagens que são apresentados nos livros e na série de televisão  Arthur, que teve início em 1996 e terminou em 2022.

## As crianças

### Crianças na classe de Arthur
- Arthur Timothy Read: é o personagem principal da série. Um porquinho-da-terra que mora com sua família na cidade de Elwood. Ele é caracterizado como um garoto normal e simples tendo como principal característica seus óculos grossos e redondos. Tem vários amigos entre eles Buster, seu melhor amigo que sempre lhe acompanha por onde for. Em casa ele frequentemente está brigando com sua irmã D.W., muitas vezes pelos programas que ela assiste ou as suas brincadeiras, mas no fundo se entendem. Seus programas favoritos são o Coelho Biônico, Coelho Negro e Os Adoráveis Patinhos. Possui um grande talento com o piano, embora vá mal nos esportes e está sempre sendo incomodado por Binky e Francine, esta última já demonstrou gostar dele. Ele usa uma camisa amarela e calças jeans.

- Dora Winifred "D.W." Read: é a personagem co-principal da série mas algumas vezes é vista como uma egoísta e chata mas tem um bom coração. É a irmã do meio de Arthur. Seu nome completo é Dora Winifred Read. Ela é precoce, independente, e um pouco dramática. Enquanto ela ama os erros de Arthur, ela também é muito leal a ele. É através de Arthur e D.W. que o desenho explora o desafio do relacionamento entre irmãos. Muitos episódios da séries giram em torno das tensões entre D.W. e seu irmão. Ela usa um macaco-saia rosa e uma camisa branca por dentro.

- Buster Baxter: é o melhor amigo do Arthur. Ele é um garoto que adora comer, ver televisão, ler obras de ficção científica, diz muitas piadas, e tem um tempo muito pequeno para fazer trabalhos domésticos. Assim como um detetive, Buster gosta de desvendar alguns mistérios que ocorrem no desenho. Buster tem asma. Ele é muito supersticioso, e é obcecado com a vida extraterrestre. Buster vive com sua mãe, Bitzi e, ocasionalmente viaja com seu pai. Buster também tinha o seu próprio spin-off na série, intitulado Postais de Buster. Ele é mostrado com uma camiseta azul e calça jeans.

- Francine Frensky: é uma exploradora, que adora esportes, percussão e canto. Ela é, muitas vezes, excessivamente confiante e competitiva, mas é uma boa e fiel amiga. Ao contrário de sua melhor amiga, Muffy, Francine é de família mais modesta. Ela é a melhor jogador da equipe em quase todos os esportes que desempenham, possuindo como um rival somente o Cérebro. Sua franqueza, sua sinceridade e seu comportamento, às vezes, podem ter um efeito negativo sobre o seu relacionamento com amigos e parentes. Ela é mandona aos seus amigos. Francine é mostrada com uma camiseta vermelha com apetrechos dourados e uma calça jeans.

- Muffy Crosswire: gosta de estar no comando. Ela vem de uma família muito rica, e utiliza isso para obter tudo o que quer. Às vezes ela tem dificuldade de compreender as perspectivas de outras pessoas, mas é uma grande amiga. É a melhor amiga de Francine, mas elas são opostas em muitos assuntos. Ela tende a ser extremamente egoísta, e como Francine, o seu comportamento, por vezes, leva-a em problemas com seus amigos. Ela também tenta impressionar seus amigos com seu pai, que é o empresário mais rico de Ellwood City. Muffy é mostrada com um vestido roxo e branco, e dois arcos em sua cabeça e duas tranças.

- Alan "Cérebro" Powers: é um dos amigos da classe de Arthur, cujo nome verdadeiro é Alan. É um simpático cabrito que tem uma inteligência incomum. Ele tem um grande interesse por esportes, e é especialmente qualificado no futebol. Ele é bastante educado e é filho único. Ele gasta seu tempo livre trabalhando com seus pais ou lendo um bom livro. Cérebro veste calças verdes oliva e uma camiseta cinza com um colarinho branco.

- Binky Barnes: é um dos amigos que estuda na classe de Arthur. Tem nove anos, e está repetindo o terceiro grau. Ele é grande e é o valentão da escola. Originalmente, ele foi escrito com um buldogue que, secretamente, possui um lado mais suave. Ele gosta de estudar artes plásticas, incluindo a reprodução da clarineta e balé. Ele era o líder de uma "gangue" de valentões, que em temporadas mais tarde assume um empenho mais nobre. Ele agora é retratado como um dos melhores amigos de Arthur, mas ainda age precipitadamente às vezes. Recentemente, a família adotou uma irmãzinha, chamada Mei-Lin, que é da China. Binky possui suas característica iguais as do livro. Ele usa uma camisa laranja e uma calça jeans.

- Sue Ellen Armstrong: é uma recente aluna, que foi transferida para a escola de Elwood. Seu pai é um diplomata e, por isso, sua família tem vivido em vários lugares ao redor do mundo. Honesta, leal e amigável, ela vê muito bem as outras crianças. Ela está interessada em cultura mundial, e tem um cinto preto de artes marciais. Ela também práticas Taekwondo, e não tem medo de algum desafio muito maior do que ela. Ela mantém contato com seu irmão, e com amigos do outro lado do mundo. Sue Ellen é mostrada com uma blusa branca e azul e uma saia azul marinho.

- Fern Walters: é umas das personagens mais silenciosas da série. Gosta de linguagem, poesia, música e romances de mistério. Sua mãe, Doria, está constantemente tentando fazer com que Fern se torne mais extrovertida, embora muitas vezes ela pareça calma. Fern tem o espírito de uma animadora. Mostra-se ser uma boa detetive, devido ao seu grande talento em desvendar crimes. Fern é mostrada em um a camiseta com mangas roxas com botões amarelos e uma saia xadrez.

- George Lundgren: é um garoto amigável e um pouco tímido. Assim como Fern, ele é muito calmo e é bem conhecido em sua classe como um ventríloquo. George tem dislexia, e prefere trabalhar com as mãos para leitura e escrita. É um pouco isolado do grupo escolar, devido aos seus constantes sangramentos nasais. Ele é de ascendência escandinava. Seu apelido antigamente era "Nordgren", mas a partir da temporada 11, foi agora alterado para "Lundgren". George é mostrado com uma camisa laranja e calça jeans.

- Jenna Morgan: é uma personagem de menor grau na série (aparece em poucos episódios). Ela gosta de praticar badminton, ajuda o treinador de futebol e recebeu um prêmio de Atleta do Ano. Ela é alérgica a leite e sofre de enurese noturna. Jenna é mostrado com um vestido rosa com botões amarelos.

### Outras crianças
- Alberto Molina: possui 13 anos, e é um dos mais recentes vizinhos de Arthur. Ele se tornou um personagem da série, a partir da temporada 6, após a partida do Sr. Sipple. Alberto e sua família viviam no Equador. Ele pratica kendo em seu tempo livre, gosta de ler e assiste ao "El Conejo Bionico", a versão espanhola do Coelho Biônico.

- Catherine Frensky: é a irmã mais velha de Francine. Possui em torno de dezesseis anos. Ela lê revistas para adolescentes e frequentemente usa o telefone. Ela é invejada por Francine, uma vez que acredita que seus pais favorecem mais a sua irmã mais velha. Catherine é melhor do que Francine em muitas atividades, nomeadamente em acrobacia e cavalgadas.

- Chip Crosswire: é o irmão mais velho e invisível de Muffy, que é um estudante da faculdade. Ele só é mencionado no episódio "Phony Fern".

- Emily: é uma das colegas de D.W. Ela primeiro era amiga de D.W nas aulas de atletismo, depois da escola, e mais tarde se tornou um personagem regular na série. Ela é melhor do que D.W. em várias atividades, e D.W. muitas vezes tenta superá-la. Ela provavelmente tem ascendência francesa, porque ela está intimamente associada à cultura francesa, e ainda tem uma babá francesa. Em sua primeira aparição, Emily foi vista como um coelho com orelhas altas, cabelo loiro curto, e um vestido vermelho. A partir da temporada 5, o seu desenho foi alterado para cabelo longo, e um vestido azul.

- James MacDonald: é o irmão mais novo de Molly. Ele está na classe de D.W., e é, muitas vezes, tímido.

- Kate Read: é a irmã mais nova de Arthur e de D.W. é o mais novo membro da família Read. Tal como um bebê, ela faz barulhos estranhos. Ela consegue se comunicar com Pal e com outro animais. Através dela, Arthur e D.W. aprendem a ser bons irmãos mais velhos. Ela mostra inteligência notável para sua idade e conhecimento limitado, apesar de não ser capaz de se comunicar com as pessoas mais velhas do que ela.

- Marina Dattilo: é a melhor amiga de Prunella. Ela é cega e é obcecada por Henry Screever, uma paródia de Harry Potter. Ela e satisfeita por Prunella quando contrariada recebeu uma edição em Braille do último Henry Screever. Marina gosta muito de  yoga e juntou-se a Prunella e sua mãe, Wanda, a prática do yoga todas as manhãs.

- Mei-Lin: é a irmã mais nova de Binky que foi adotada da China. Em sua estreia (no restaurante chinês), ela estava falando com Kate. Ela e seu irmão são muito próximos uns dos outros. Mei-Lin só aparece no último episódio da temporada 11 "Big Brother Binky".

- Mo: é a prima de Arthur. Arthur se lembra quando ela tinha sido terrível para ele em reuniões familiares passadas, até que se revelou que Mo não é tão mau como Arthur pensa. Mo só aparece no episódio "A Prima Catástrofe de Arthur".

- Molly MacDonald: é uma das meninas mais duronas da escola. Possui uma estrema amizade com Binky. Ela é conhecida por dar bons conselhos. Molly tem o cabelo castanho curto que cobre completamente seus olhos, dando-lhe uma aparência rebelde. Ela tem um irmãozinho chamado James, que está na mesma classe de D.W.

- Nadine: é a amiga imaginária de D.W. Ambas as meninas estão conscientes de que é Nadine é imaginária, uma vez que apenas D.W. pode vê-la.

- Prunella Deegan: está na quarta série, é um ano mais velha do que a maior parte dos outros garotos e, como resultado é um pouco arrogante e condescendente para com as crianças mais jovens. É um pouco peculiar e sensível, mas também pode ser uma pessoa muito doce. Ela lembra muitas vezes as crianças mais velhas e sábias e é muito generosa com seus conselhos. Ela está interessada em yoga, e possui certos dotes de adivinhadora e videntes.

- Rattles Ciccone é um outro membro da "gangue" de valentões, e é um dos antagonistas. Foi um duro membro dessa "gangue" desde a primeira temporada do programa. Ele usa um chapéu de basebol, casaco de couro preto, camiseta branca e calça jeans verde.

- Rubella Deegan: é a irmã mais velha de Prunella. Ela é muito espiritual e obcecada com fenômenos paranormais e psíquicos. Ela é geralmente descrita como uma mística, e muitas vezes fala em um tom muito dramático.

- Timmy Tibble: é um dos gêmeos Tibbles, que rotineiramente exaspera Arthur, D.W., e com todos os outros personagens. Timmy usa um lenço azul e é o mais perverso dos gêmeos.

- Tommy Tibbles é o outro dos irmãos Tibbles. Tommy usa um lenço vermelho, e D.W. uma vez lhe ensinou a ser bom.

- Vicita Molina: é o mais nova vizinha de Arthur que se mudou depois do Sr. Sipple ir embora, introduzido na temporada 6. Ela muitas vezes brinca com D.W. e com os Tibbles. Sua família é do Equador.

## Os adultos
- Sr. Armstrong: é o pai de Sue Ellen. É um diplomata, que já morou em vários lugares do mundo.

- Mrs. Armstrong: é a mãe de Sue Ellen. É dona de casa e possui muitas roupas exóticas.

- Bailey: motorista de Muffy e, por vezes, o mordomo da família Crosswire. Ele também tem uma notável talento na criação de arte cinética, e segue todas as ordens de Muffy.

- Bubby: é a avó de Francine, que foi vista no primeiro episódio da temporada 12.

- Sr. Barnes: pai de Binky.

- Mrs. Barnes: mãe de Binky. É uma enfermeira.

- Bitzi Baxter: mãe de Buster. Sempre está extremamente preocupada com o seu filho. Ela escreve colunas para o jornal da cidade de Elwood.

- Bo Baxter: pai de Buster, que é divorciado. Ele é um piloto. Buster voa com ele em torno dos Estados Unidos no spin-off da série Postais de Buster. Em Postais de Buster, ele é mostrado com cabelo curto castanho e óculos. No entanto, durante as suas poucas aparições em anteriores temporadas de Arthur, seu rosto está visivelmente escondido, por exemplo, por trás de um jornal. Ele parece quase exatamente como Harry, o namorado de Bitzi. Sua aparência física mudou várias vezes.

- Senhora Bofini: Uma passada professora substituta do Sr. Ratburn da classe. A classe não gostava dela, porque tinha o hábito de ruminar durante a aula.

- Ms. Brian: A professora de arte da Escola de Lakewood.

- David Read: Pai de Arthur, D.W. e Kate. Sr. Read executa um negócio de produção de comidas em casa. Entende-se que ele nasceu no início dos anos 1960.

- Doria Walters: mãe de Fern. Ela trabalha para uma empresa imobiliária e está muito confiante e incentivando sua filha.

- Senhor Elkin: Um passado professor substituto do Sr. Ratburn. Ele era problemático porque seus grande chifres batiem e derrubavam tudo.

- Ed Crosswire: pai de Muffy. É o dono de uma concessionária de carros chamada "Crosswire Motors". Foi revelado que ele nunca frequentou um colégio, mas ele recebeu um doutoramento após a  doação de uma biblioteca. Ele também é o treinador do time de futebol.

- Mãe de Emily: a mãe anônima de Emily, que parece muito diferente de sua filha. Ela faz muitas breves aparições, e em "A Menina que engoliu um cavalo", ela é vista em uma bata, adornos próprios, o que demonstra que ela gosta de eventos formais.

- Pai de Emily: o pai de Emily, que só é visto durante "A Menina que engoliu um cavalo." No episódio, ele está na cama, e sua cabeça é afastada, escondendo seu rosto. Emily é visto com Marie-Helene, o que mostra que seus pais não têm muito tempo para ela.

- Mrs. Fink: Um dos professores do terceiro grau da escola de Lakewood. Ela é um professor que faz coisas divertidas com a classe, em comparação com o árduo trabalho do Sr. Ratburn.

- Fritz Langley: Personagem da Comunidade de Elwood que por vezes sofre de artrite nas suas mãos durante o trabalho. Muito provavelmente é uma referência ao cineasta alemão Fritz Lang, da década de 1920.

- Vovó Thora Read: é a avó paterna de Arthur, D.W. e Kate, que é bastante cuidadosa, mas é uma má cozinheira.

- Vovô Dave: é o avô materno de Arthur, D.W. e Kate. Ele vive em uma fazenda que tenha sido da família há mais de 150 anos.

- Harry Mills: Escreve para a coluna de esportes do jornal de Elwood. Começou a namorar com Bitzi na temporada 5, mas depois rompeu porque ela queria mais tempo para outros interesses. Apesar disso, ele permaneceu como bom amigo de Buster e de sua mãe, como se nada tivesse acontecido.

- Herbert Haney: É o diretor da escola Lakewood. Ele, assim como George, sofre de dislexia. Ele também parece ter azar: algo sempre dá errado em quase todo lugar onde vai.

- Dra. Íris: Era a oculista que sugeriu que Arthur precisaria usar óculos no primeiro episódio: "Os Óculos de Arthur". (Na versão original dos livros de Arthur, Dra. Iris é uma raposa).

- Jane Read: mãe de Arthur, D.W. e Kate. Sra. Read trabalha em casa, com impostos contabilísticos. Ela tem um cabelo curto, encaracolado, cabelo castanho e usa uma camiseta rosa e calça jeans azuis.

- Jessica: é a irmã de Jane. Ela é casada com um homem chamado Richard e tem uma filha, Cora. Ela aparece uma vez no episódio "D.W. Pensa Grande".

- Ms. Krásný: o professor de música de escola de Lakewood.

- Laverne Frensky: mãe de Francine. Nunca é revelado se tem um emprego, porque fica em casa.

- Loretta Duong: tia de Arthur e irmã de seu pai. Ela é um pouco arrogante e excessivamente usa a palavra "querida", quando fala com a mãe de Arthur durante a sua única aparição em "A Prima Catástrofe de Arthur".

- Lucy: irmã mais nova de Jane. Ela aparece no episódio "DW Pensa Grande", onde ela está se casando, e D.W. salva a sua aliança.

- Sr. Marco: era o professor quando a classe de Arthur estava no segundo grau. Ele é frequentemente visto durante a série, mas apenas através de flashbacks.

- Marie-Helene: a babá francesa de Emily, que cuida dela mais que seus pais.

- Madison Crosswire: é a aristocrática mãe de Muffy, que gosta de ópera.

- Ramon Molina: o novo vizinho de Arthur que veio do Equador, que se move para a antiga casa do Sr. Sipple com sua família. Ele possui um restaurante de comida equatoriana.

- Mrs. Molina: esposa de Ramon, e mãe de Vicita e Alberto. No episódio  "Dancing Fools", ela ensinou uma dança infantil para a classe de Arthur.

- Mrs. Morgan: a mãe de Jenna que aparece brevemente no episódio "O Novo Melhor Amigo de Muffy".

- Ms. Morgan: a professora de atletismo e ginástica de D.W.

- John Morris: era o porteiro da escola de Lakewood. Permaneceu nessa profissão durante 6 anos, mas recentemente se mudou para Roswell, no Novo México para viver com sua filha depois dela quebrar a perna durante um episódio.

- Sr. Ratburn: é o professor de Arthur e seus amigos. Suas paixões são fazer teatros de fantoches e, no episódio, "Clarissa Quebrou" ele conserta a boneca quebrada de D.W. Ele também gosta de truques mágicos e gastou um verão trabalhando em Jack's Joke Shop. Ele também é conhecedor sobre lutes japonesas. Ele é fanático por o espetáculo "Spooky Roo", uma paródia de Scooby Doo.

- Oliver Frensky: pai de Francine. Ele afirma que era um bombeiro voluntário. Ele é o treinador da equipe de baseball. Atualmente, trabalha como lixeiro.

- Paige Turner: é a rigorosa bibliotecária da Biblioteca Municipal de Elwood, cujas regras são para todos, como ficar em silêncio na biblioteca. Originalmente ela tinha um cabelo marrom. A partir da temporada 11 seu cabelo muda para louro.

- Mrs. Pariso: é a nova vizinha de Francine. É muito boa em hipismo. Francine a odeia, no início, mas no fim elas se acabam tornando boas amigas.

- Patty Jones: A mulher que desempenhou Mary, a Vaca Moo.

- Sr. Powers: o pai de Cérebro. Ele ocasionalmente contribui para a loja de sorvete.

- Mrs. Powers: mãe de Cérebro, que detém e gere a loja de sorvete. Ela foi originalmente apresentada com um cabelo marrom, mas agora ela é vista com um cabelo loiro.

- Rodentia Ratburn: a irmã mais nova do Sr. Ratburn, que serviu de professora substituta quando ele estava doente. Seus métodos de ensino são notavelmente semelhantes aos da Sra. Sweetwater.

- Sr. Sanders: O tirano senhorio que trabalha para o edifício onde a família de Francine vive.

- Sarah MacGrady: é a cozinheira da escola de Lakewood, onde Arthur e seus amigos estudam. Ela é cheia de sabedoria, e é muito amiga de Vovó Thora e costuma ir ao bingo com ela. Ela normalmente usa uma camisa rosa e calça branca. Ela, como Prunella, gosta de adivinhar o futuro.

- Susy Sipple: o antigo vizinho de Arthur durante a temporada de 1 a 6. Gosta de peixes grelhados. Ele sai na Temporada 6, e os Molinas a deslocam-se em sua casa.

- Miss Sweetwater: Ela é também professora da terceira série docente para a escola de Lakewood. Suas aulas são divertidas e faz coisas para seus alunos como cantar canções (como "Eu gosto de doce de chocolate") em seu violão.

- Mrs. Tibble: A avó de Tommy e Timmy Tibble. (Nos primeiros livros de Arthur, Sra. Tibble é um ser humano, porém muitos livros a mostram como um urso.)

- Miss Tingley: Principal secretária de Haney.

- Senhora Tremello: Um professor substituto da classe do Sr. Ratburn. Era odiada pela classe, porque ela aparentemente murmurava tudo que dissia.

- Sr. Walters: é o pai de Fern, que foi finalmente visto no episódio da Temporada 11 "Phony Fern".

- Wanda Deegan: é a mãe de Prunella e Rubella. Ela gosta de ioga e granola.

- Wilbur Rabbit: O ator que interpreta o Coelho Biônico. Usa óculos exatamente iguais aos do Arthur.

## Personagens reais
- Alex Trebek: é chamado de Alex Lebek no episódio para não torná-lo tão evidente. Aparece no episódio Arthur e o Grande Enigma, como o anfitrião do jogo "O Grande Enigma".

- Art Garfunkel: aparece em dois episódios de série. Primeiramente, aparece em "A Balada de Buster Baxter", e depois aparecere em "Elwood City Turned 100!", como um dos convidados que Muffy convida para a peça.

- Arthur Ganson: aparece no episódio "Muffy's Art Attack".

- Os Backstreet Boys (Nick Carter, Howie Dorough, Brian Littrell, AJ McLean, e Kevin Richardson): esse grupo musical aparecem no episódio "Arthur, It's Only Rock n 'Roll".

- Click e Clack, Os excêntricos Irmãos (Tom Magliozzi e Ray Magliozzi): aparecem no episódio "Escolha um carro, Qualquer carro".

- Matt Damon: aparece no episódio "The Making of Arthur" , como o anfitrião de um show chamado "Postais de Você".

- Frank Gehry: aparece no episódio "Castelos no Céu". Ele ajuda a criar uma nova casa na árvore, para as crianças, embora elas não saibam que ele é Frank Gehry.

- Fred Rogers: aparece no episódio "Arthur se Encontra com o Sr. Rogers". Ele visita a casa de Arthur e este está envergonhado, porque acha que, se ser visto com o Sr. Rogers, vai ser chamado de bebê. Mas, quando o Sr. Rogers vai visita à classe de Arthur, todos mudam de opinião. Binky até diz para Arthur: "Uau, eu posso ter o seu autógrafo também?"

- Jack Prelutsky: aparece no episódio "Sou um Poeta", como o juiz de um concurso de poesia. No final do concurso, ele não consegue decidir quem é o vencedor, pois dá a vitória a todos.

- Joshua Redman: aparece no episódio "Minhas Regras Musicais", sendo o tio de Francine, que eles chamam de "tio Josh".

- Koko Taylor: aparece no episódio "Big Horns George". É o músico favorito de Cérebro.

- Yo-Yo Ma: aparece no episódio "Minhas Regras Musicais", com Joshua Redman. Ele é o músico que D.W. convida para o show na biblioteca (D.W. teimava em chamá-lo de "Yo Ma-ma").

## Animais
- Pal: é o animal de estimação de Arthur. D.W. muitas vezes se refere a ele como "o cachorro louco de Arthur". Quando ele era um filhote, ele, muitas vezes, destruiu a casa, mas Arthur foi capaz de educá-lo. É revelado que é capaz de falar em alguns episódios, mas além de Kate e dos outros animais, ninguém pode compreende-lo. Quando fala, fala com um bom sotaque.

- Sapo: foi o animal de estimação de D.W. durante o episódio "Adeus Spanky". Após a morte de Spanky, D.W. encontra-o em uma lata e leva-o na esperança que ele irá preencher o espaço de Spanky. Ele também aparece em "O Grande Mistério Sock" revelando que ele vive agora no estaleiro. É por isso que ele desconhece D.W.

- Spanky: ave de estimações de D.W., de espécies desconhecidas. Ele morre em "Adeus, Spanky" e foi realmente enterrado em um túmulo. Ele é visto novamente no episódio "Eu Prefiro Ler Sozinha", durante o sonho de D.W., como uma águia careca.

- Nemo: O gato de estimação de Francine, também inimigo de Pal. No primeiro episódio onde é mostrado, eles são amigos, no entanto. Arthur também não gosta dele num primeiro momento. Suas características faciais mudaram drasticamente depois de sua estreia.

- Perky: mãe de Pal. Ela aparece em "Arthur Cuida de Animais". Ela foi outrora ranzinza, mas descobre-se que ela era assim pois estava grávida. Um dos filhotes era o Pal.

- Walter: Um cervo que D.W. encontra no episódio "O Bichinho Amigo de D.W.". D.W. quer levá-lo para casa, mas os seus pais lhe dizeram que não é permitido. Walter também é observado em outros episódios, nos sonhos de D.W. ou quando imagina seu mundo perfeito.